# Aquiles Serdán (Huixtla)
Aquiles Serdán es una localidad del estado mexicano de Chiapas. Es parte del municipio de Huixtla.

## Toponimia
El nombre de la localidad rinde homenaje a Aquiles Serdán, precursor de la Revolución mexicana.

## Demografía
| Gráfica de evolución demográfica |
|                                  |

| Censo | Población |
| ----- | --------- |
| 1921  | 2         |
| 1930  | 259       |
| 1940  | 182       |
| 1950  | 296       |
| 1960  | 446       |
| 1970  | 453       |
| 1980  | 738       |
| 1990  | 718       |
| 2000  | 779       |
| 2010  | 996       |
| 2020  | 1 158     |